# Comasira
Comasira è una frazione di Bellano in Provincia di Lecco. Il borgo sorge a 608 metri s.l.m. sulle pendici del monte Croce di Muggio in Valsassina.

## Storia
Il borgo di remota origine viene per la prima volta citato nel 1572. Sorto sull'antica via di collegamento tra Bellano e la Valsassina, presenta tutt'oggi in centro un palazzo pretorio utilizzato come prigione durante il medioevo.
La tesi più accreditata sull'origine del toponimo Comasira è la derivazione germanica/longobarda da "homa hiro" ovvero la “residenza del signore”, con "signore" inteso come padrone o vassallo.

## Monumenti e luoghi d'interesse
- Oratorio di San Sebastiano (XIV secolo)